# Nymphes nigrescens
Nymphes nigrescens is een insect uit de familie van de Nymphidae, die tot de orde netvleugeligen (Neuroptera) behoort. 
Nymphes nigrescens is voor het eerst wetenschappelijk beschreven door New in 1982.